# ダンジョントラベラーズ2 王立図書館とマモノの封印
『ダンジョントラベラーズ2 王立図書館とマモノの封印』（ダンジョントラベラーズツー おうりつとしょかんとまもののふういん）とは、2013年3月28日に株式会社アクアプラスより発売されたPlayStation Portable用ゲームソフトである。2014年9月25日には新要素を追加したPlayStation Vita版も発売された。2023年6月9日にDMM GAMESでPC版ダウンロード販売が開始。略称は『ダントラ2』。

## 概要
2009年12月18日にアクアプラスより発売された『ToHeart2 ダンジョントラベラーズ』の続編的な位置づけの作品である。タイトルから『ToHeart2』が外れ、登場するキャラクターや世界設定は本作のオリジナルとなる。
初回限定版として「プレミアム大封印BOX」が発売された。描き下ろしの特製ボックスで、「王立図書館名簿」（原画集）、「ライブラの書」（登場するマモノのイラストが描かれたトランプ）、「ロイヤルアレンジサウンドトラック」（劇中BGMなどのアレンジ）、「オリジナルドラマCD」が付属している。
また、ダウンロード版も発売された。PlayStation PortableとPlayStation Vitaの互換対応となっている。
2014年6月25日、PlayStation Vita版の発売が発表された。また、Vita版ではDLC追加キャラクターとして『ToHeart2』のヒロイン20名が使用可能となる。なお、羽根崎美緒は前作に登場していないため、今作が実質上の初登場である。
2017年4月20日に本作の続編として『ダンジョントラベラーズ2-2 闇堕ちの乙女とはじまりの書』が発売。
2023年DMM版と同時進行でSteam版の制作が企画されていたがSteamのガイドラインに合わせるとクオリティの維持が困難という理由で2023年7月13日に発売中止が発表された。

## 前作からの追加要素、変更点
- 味方だけでなく敵も隊列を組むようになった。
- 新クラス系列の「スピエラー」が追加された。また、一部のクラスの名称や内容が変更された。
- ダンジョン内で遭遇する店に「らーめん屋」・「アイス屋」・「鍛冶屋」が追加された。
- リアルタイムで変化するステータスの「ヤル気」が導入された。「ヤル気」の高低は戦闘時のキャラクターに反映される。

## ストーリー
かつて人々は聖乙女ヴィトーリアを奉じ、魔神の手先である「マモノ」との戦いを重ねていた。錬金術師ジーグドラドがマモノを封印書に封じる魔法を編み出したことにより、人々はマモノの討伐に成功し、魔神をも異界に追いやる。そしてヴィトーリアは大陸を統一しロムレア王国を建国した。
それからおよそ100年後、ロムレア王国の王立図書館を舞台に、人とマモノとの戦いが再び始まる。

## システム
基本システムは『ウィザードリィ』に代表される3DダンジョンRPGのシステムを踏襲している。拠点でパーティーを編成し、ダンジョンに潜り、戦闘でキャラクターのレベルを上げアイテム、ゴールドを稼ぎ、街でアイテムの鑑定や購入を行う。ダンジョン内のボスを倒すとストーリーが進行し、次のダンジョンに進めるようになる。
戦闘
ヒロインが参加し、フリードは後方の指揮役として直接には戦闘に参加しない。戦闘に参加できるパーティー人数は最大で5人。前衛・後衛の概念があり、隊列を組んで戦闘する。
HPが全員0になれば敗北で、その時点でゲームオーバーとなる。
職業
それぞれのキャラクターにファイター、マジックユーザー、スカウト、メイド、スピエラーの5種類の系統の職種（クラス）が割り振られている。キャラクターはその系統の中で二段階にわたるクラスチェンジを行うことができる。
クラスチェンジはレベルアップにより可能となる。一度目のクラスチェンジはレベル15に到達した時点で可能となり、二度目のクラスチェンジはレベル30に到達した時点で可能となる。二度目のクラスチェンジで選択できる職業は、一度目のクラスチェンジで選択した職業によって二種類に絞られる。
パーティーキャラクターごと、すべての職業に立ち絵グラフィックが存在する。初期職業が上級職のキャラクターの場合、後述のレベルリセットを行わないと下位、同位職業のグラフィックは見られない。
ファイター（レベル1基本職）
レベル15転職可能職　
パラディン、バーサーカー
レベル30転職可能職
ヴァルキリー、侍、ダークロード
マジックユーザー（レベル1基本職）
レベル15転職可能職　
ソーサレス、エンチャントレス、プリーステス 
レベル30転職可能職
ウィッチ、マジカルプリンセス、セージ、ビショップ
スカウト（レベル1基本職）
レベル15転職可能職　
アーチャー、アサシン 
レベル30転職可能職
スナイパー、トレジャーハンター、くノ一
メイド（レベル1基本職）
レベル15転職可能職　
バード、ダンサー
レベル30転職可能職
ディーヴァ、ミストレス、エトワール
スピエラー（レベル1基本職）
レベル15転職可能職
ドールマスター、トリックスター
レベル30転職可能職
ソウルサモナー、パピヨン、ジョーカー
スキル
スキルには技系スキル・魔法系スキル・パッシブスキル・ユニークスキル・パーティースキル・協力スキルがある。技系スキル・魔法系スキル・パッシブスキルは、レベルが上がることで得られるスキルポイントを使用して習得する。また、習得後もスキルポイントでスキルレベルを上げて強化を行うことができる。
パッシブスキル（常時発動）
習得すると常時キャラクターやパーティー全体に効果がかかるもの。
技系スキル
戦闘時に使用すると即発動するスキル。
魔法系スキル
戦闘時に使用すると、発動までに詠唱時間があり、その間に敵に攻撃されるとキャンセルされることがある。
ユニークスキル
キャラクター特有の技。レベル10で習得する。また、レベルアップすると強化される。
パーティースキル
特定のメンバーでパーティーを組むと発動する。
協力スキル
特定の条件（職業、装備品）を満たした場合に発動する。
アイテム
武器、防具、回復用アイテムなどがある。ダンジョンでの戦闘で得られる武器や防具は基本的に名称が不明で、道具屋か魔法で鑑定しないとそのままでは使えない。
武具、防具にはそれぞれ「+○」（○には数字） とついており、同じアイテムでも数字が強い程、威力が高くなる。また、「+○」のつかない特殊な武器もある。
マモノ
マモノは戦闘で倒すことにより捕獲（封印）できる。前作と異なり、倒せば即座に封印されるようになったが、封印書を作成するためには、所定の数のマモノを封印する必要があり、封印書を作成するための施設「封印管理室」も設けられた。
変異種と呼ばれる特殊なマモノからは、「大封印書」を作成することができる。これは主人公のフリードのみが装備することができ、パーティ全体に効果をもたらす。
レベルリセット
ギルドにてレベルを1・15・30・50のいずれかに戻すことができる。それまで覚えていたすべてのスキルを忘れ、スキルポイントも0となり1から取り直しとなる。

## 登場キャラクター
公式ホームページ・キャラクターの項より。キャラクターデザインは「王立図書館名簿」より。

### 主人公
フリード・アインハルト
声 - 村田太志
キャラクターデザイン - みつみ美里
本作の主人公。眼鏡をかけた銀髪の青年。職業は魔物を封印するライブラ。

### ヒロイン
メルヴィ・ド・フロレンシア
声 - 下屋則子
キャラクターデザイン - みつみ美里
パーティー加入時の職業：マジックユーザー
フリードの士官学校時代の同級生で騎士団警備隊。魔法を使える。黒髪で緑色の瞳をしている。ユニークスキルは消費TPが少なくなる「知識の源」。
アリシア・ハート
声 - 茅野愛衣
キャラクターデザイン - カワタヒサシ
パーティー加入時の職業：ファイター
フリードの士官学校時代の同級生で騎士団警備隊。身長は低く力も弱かったが、騎士科に進み、戦士系のクラスについている。髪は赤いロングヘア。ユニークスキルは単体物理攻撃時にその横にいる敵にもダメージを与える「超とばっちり」。
イリーナ・ローゼンマイア
声 - 米澤円
キャラクターデザイン - 甘露樹
パーティー加入時の職業：マジックユーザー
王立図書館の館長。
フィオラ・マーシュ
声 - 牧口真幸
キャラクターデザイン - すまき俊悟
パーティー加入時の職業：プリーステス
教会で孤児院をやっている聖女。ユニークスキルは時々自身へのダメージを無効化する「運命改変」。
イスト
声 - 大久保瑠美
キャラクターデザイン - ここのか
パーティー加入時の職業：メイド
エルトリシアに仕えるメイドロボ。ユニークスキルの「メイドマキシマム」はメイドスキルの効果がアップする。また、出自の関係上これとは別に「生命のあるキャラクターのみに効果がある攻撃を無効化する」特性を持つ。
スフレ・トゥイニー
声 - 佐倉綾音
キャラクターデザイン - みつみ美里
パーティー加入時の職業：トレジャーハンター
獣人が大好きな少女。ユニークスキルは魔法を使用している敵に与えるダメージが大きくなる「チャントキラー」。
ツララ
声 - 下田麻美
キャラクターデザイン - Bou
パーティー加入時の職業：くノ一
ラカン皇国のコウガの里のくノ一。ユニークスキルは死亡状態から自動で復活する「不屈の魂」。
コネット・サントノーレ
声 - 赤﨑千夏
キャラクターデザイン - みつみ美里
パーティー加入時の職業：メイド
王立メイド隊所属のメイド。・・・だったが、甘いものが大好きで任務中もスイーツを食べていたためスイーツ禁止令を出され隊を脱走した。髪はピンクのショート。ユニークスキルは「まったり」で、近距離攻撃を受けた際に相手を時々「スロウ」状態にする。
モニカ・メイシー
声 - 中村繪里子
キャラクターデザイン - すまき俊悟
パーティー加入時の職業：スカウト
王立図書館の購買部の職員。髪は緑色で眼鏡をかけている。メモを取る癖があり、フリードたちを尾行している。ユニークスキルは単体物理攻撃の対象になった時、攻撃を受ける前にダメージを与える「超絶カウンター」。
グリシェリーナ・エフノレア
声 - 嶋村侑
キャラクターデザイン - Bou
パーティー加入時の職業：バーサーカー
通常グリシナ。フリーの冒険者でマモノを狩っている。イリーナの士官学校時代の同期。ユニークスキルは時々敵の防御力を無視してダメージを与える「激昂の一撃」。
エルトリシア・ヴィトール・ド・リッツエヴァン
声 - 小笠原早紀
キャラクターデザイン - ここのか
パーティー加入時の職業：マジックユーザー
ロムレア王国の姫。ユニークスキルの「選ばれし者」は詠唱時間が短縮される。
宝蔵寺八重
声 - 杉浦奈保子
キャラクターデザイン - ここのか
パーティー加入時の職業：サムライ
ラカン皇国のやって来たサムライ。女性的な魅力を持つが男らしい性格で脱衣癖があり、温泉が大好き。ユニークスキルは時々2回行動する「お呼びでしょうか?」
メフメラ
声 - 岩崎愛
キャラクターデザイン - カワタヒサシ
パーティー加入時の職業：スピエラー
マモノと人間のハーフの少女でキツネのような耳をもつ。ユニークスキルは悪魔系、不死系、妖系のモンスターから受けるダメージを軽減する「魔防護」。
ユーニ・コルテク
声 - 金元寿子
キャラクターデザイン - 甘露樹
パーティー加入時の職業：バード
酒場で歌っているバードの少女。メフメラと仲がいい。ユニークスキルは自身の手番が回ってきた時、時々敵全員のATK、INTを下げる効果を発生させる「安らかなる歌声」。
リリアン・クレイパー
声 - 石原夏織
キャラクターデザイン - すまき俊悟
パーティー加入時の職業：スピエラー
中二病。そういった生い立ちがないにもかかわらず自分に関わった者は不幸になると思い込んでいる。髪はピンクのツインテール。ユニークスキルは敵の行動直前にランダムに状態異常を付与することがある「邪気眼」。また、とあるサブイベントである能力が恒常的に上昇する。
リゼリエッタ・マーシュ
声 - 小倉唯
キャラクターデザイン - みつみ美里
パーティー加入時の職業：スピエラー
フィオラの元にいる孤児。ユニークスキルは自身の手番が回ってきた時に敵のファミリアや式神といったドール系を打ち消すことがある「思念簒奪」。

## スタッフ
- 企画 - AQUAPLUS
- シナリオ - 与田想
- 原画 - みつみ美里、カワタヒサシ、甘露樹、ここのか、すまき俊悟、Bou

## 主題歌
オープニングテーマ「I'm a beast」
作詞：須谷尚子、作曲：衣笠道雄、歌：Suara
エンディングテーマ「君に出会う日まで」
作詞：須谷尚子、作曲：衣笠道雄、歌：津田朱里

## 関連商品

### CD
ロイヤルアレンジサウンドトラック
「プレミアム大封印BOX」に付属。オープニングテーマの「I'm a beast」のリミックスなど6曲を収録。
オリジナルドラマCD「楽園トラベラーズ」
「プレミアム大封印BOX」に付属。
津田朱里『WAVE OF EMOTION』
エンディングテーマの「君に出会う日まで」を収録。
『ダンジョントラベラーズ2 王立図書館とマモノの封印』ORIGINAL SOUNDTRACK
劇中BGMの大半と主題歌を収録。前作『ToHeart2 ダンジョントラベラーズ』のBGMや主題歌も併せて収録。